# Mimet
Mimet település Franciaországban, Bouches-du-Rhône megyében. Lakosainak száma 4147 fő (2022. január 1.). Mimet Allauch, Gardanne, Gréasque, Plan-de-Cuques, Saint-Savournin és Simiane-Collongue községekkel határos.

## Népesség
A település népességének változása:
| Lakosok száma | 1360 | 2374 | 3464 | 4389 | 4563 | 4607 | 4482 | 4213 | 4158 | 4147 |
|               | 1968 | 1982 | 1990 | 2006 | 2013 | 2015 | 2017 | 2019 | 2020 | 2022 |

## Híres személyek
- itt született Patrick Revelli (1951–) válogatott francia labdarúgó